# جورجي أسباروهوف
جورجي أسباروهوف (بالبلغارية: Георги Аспарухов)‏ (مواليد 4 مايو 1943) هو لاعب كرة قدم. يلعب مع منتخب بلغاريا لكرة القدم. سبق له أن لعب في كأس العالم لكرة القدم مع منتخب بلاده.

## روابط خارجية
- جورجي أسباروهوف على موقع الاتحاد الدولي (مؤرشف)  (الإنجليزية)
- جورجي أسباروهوف على موقع الاتحاد الأوربي (الإنجليزية)
- جورجي أسباروهوف على موقع قاعدة بيانات كرة القدم.إي يو (الإنجليزية)
- جورجي أسباروهوف على موقع ناشيونال فوتبول تيمز (الإنجليزية)
- جورجي أسباروهوف على موقع عالم كرة القدم.نت (الإنجليزية)